# Nestor Burma dans l'île
Nestor Burma dans l'île est un roman policier français de Léo Malet, paru en 1970 aux éditions Fleuve noir. Il s’agit du dernier roman original de la série ayant pour héros le détective Nestor Burma.

## Résumé
En septembre 1968, après un télégramme pressant d'une dame Chambaud, très malade, que Nestor Burma a connu dix ans plus tôt lors d'une affaire où il avait tiré son neveu Arthur d'un mauvais pas, le détective se rend en Bretagne dans l'île de Men-Bahr. Là, il apprend que Mme Chambaud est décédée, selon son médecin traitant, de mort naturelle. Or, Annette, la bonne, a disparu, et le neveu affiche une attitude bien peu chagrine. En outre, Burma trouve que l'entourage de feue Madame Chambaud est des plus singuliers. En dépit de l'hostilité des insulaires, il se charge d'éclaircir le mystère entourant ce qu'il a raison de suspecter être un meurtre.

## Particularités du roman
Il s'agit du dernier roman original de la série ayant comme héros Nestor Burma. Le titre suivant, Nestor Burma court la poupée, est une réécriture et version définitive d'un roman intitulé Coliques de plomb paru en 1948.
Nestor Burma dans l'île est « l'un des meilleurs Burma de la série Fleuve noir ».

## Éditions
- Fleuve noir, 1970
- Fleuve noir, Spécial Police no 1646, 1981
- Éditions Robert Laffont, collection Bouquins, 1986 ; réédition en 2006
- 10-18, Grands détectives no 2109, 1990
- Presses de la Cité, Les Aventures de Nestor Burma no 12, 1991

## Adaptation à la télévision
- 1994 : Nestor Burma dans l'île, épisode 1, saison 4, de la série télévisée française Nestor Burma réalisé par Jean-Paul Mudry, adaptation du roman éponyme de Léo Malet, avec Guy Marchand dans le rôle de Nestor Burma.

## Sources
- Jacques Baudou (dir.), Les Nombreuses Vies de Nestor Burma, Nantes, Les Moutons électriques, coll. « La Bibliothèque rouge no 18 », 2010, 333 p. (ISBN 978-2-36183-003-8, OCLC 670472170), p. 156-158.
- Francis Lacassin, Sous le masque de Léo Malet, Nestor Burma, Amiens, Encrage, coll. « Portraits » (no 4), 1991 (ISBN 978-2-906-38932-8, OCLC 406670086), p. 112-114.
- Jean Tulard, Dictionnaire du roman policier : 1841-2005. Auteurs, personnages, œuvres, thèmes, collections, éditeurs, Paris, Fayard, 2005, 768 p. (ISBN 978-2-915793-51-2, OCLC 62533410), p. 526.